# Pacific Flier
Pacific Flier – linia lotnicza z siedzibą w Koror, w Palau.